# Roger Martival

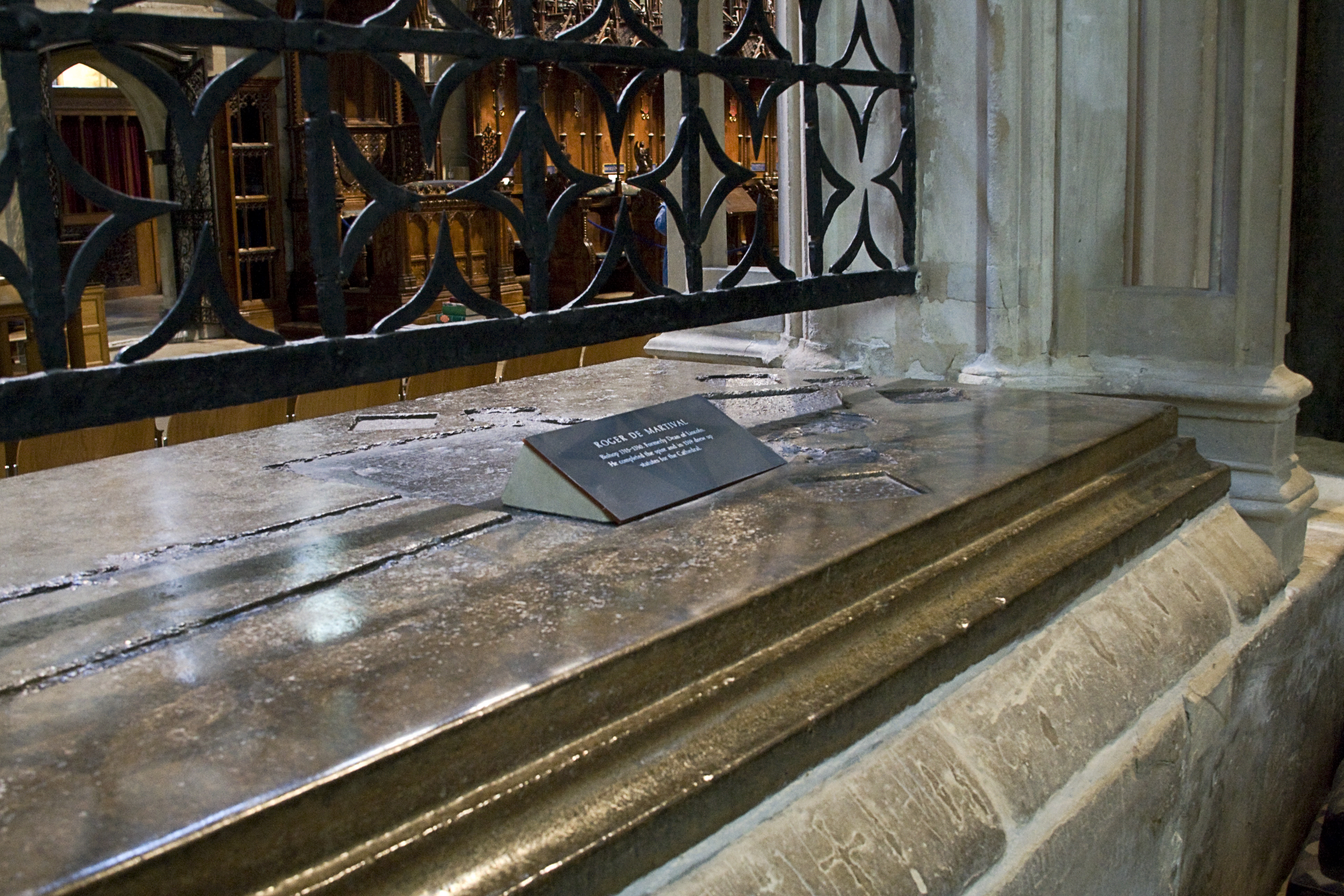
Grab von Roger Martival in der Kathedrale von Salisbury

Roger Martival (auch Morteval) (* um 1250; † 14. März 1330) war ein englischer Geistlicher. Ab 1315 war er Bischof von Salisbury.

## Herkunft, Studium und Tätigkeit als Universitätslehrer
Roger Martival entstammte sehr wahrscheinlich einer Familie des Ritterstands, die sich nach dem Dorf Martinvast in der Normandie benannte. Als Akolyth erhielt er 1268 das Rektorat von Arnold in Nottinghamshire. Wahrscheinlich durch die Einnahmen aus dieser Pfründe wurde sein Studium an der Universität Oxford finanziert. Nach dem Tod seines Vaters Sir Anketil de Martival 1274 erbte Roger das Gut Noseley in Leicestershire, das er als Lehen der Earls of Lancaster besaß. Im selben Jahr gehörte er zu den Studenten, die in Oxford einen Frieden zwischen verfeindeten Studentengruppen aus Nord- und aus Südengland schlossen. Fälschlicherweise wird er auch als Fellow von Merton College bezeichnet, doch vor 1280 erlangte er einen Abschluss als Master of Arts. In diesem Jahr erhielt er die Erlaubnis, ins Ausland, wahrscheinlich nach Paris zu reisen, wo er 1282 sein Studium fortsetzte. 1286 oder 1287 ernannte Bischof Oliver Sutton von Lincoln Martival zum Archidiakon von Huntingdon und übergab ihm eine Pfründe an der Kathedrale von Lincoln. Wahrscheinlich gehörte er zu dieser Zeit zu den Lehrern an der Universität von Oxford. Zu einem unbekannten Zeitpunkt erlangte er den Grad eines Doktors der Theologie, ehe er 1293 zum Kanzler der Universität gewählt wurde.

## Aufstieg zum Bischof
1295 wurde Martival zum Archidiakon von Leicester ernannt, worauf er wenig später sein Amt als Kanzler niederlegte. 1298 erhielt er von Bischof Simon Ghent von  Salisbury, der sein Vorgänger als Kanzler von Oxford gewesen war, eine weitere Pfründe an der Kathedrale von Salisbury. 1306 erhielt er eine weitere Pfründe an der Kathedrale von Lichfield, und von 1306 bis 1307 unternahm er eine Reise zur Kurie. In den nächsten Jahren lebte Martival hauptsächlich in Lincoln. Sein Amt als Rektor von Arnold tauschte er gegen das Amt des Rektors von Thurcaston in Leicestershire. 1310 legte er sein Amt als Archidiakon von Leicester nieder, nachdem er zum Dekan der Kathedrale von Lincoln gewählt worden war. Als Dekan geriet er über die Frage seiner Befugnisse mit dem Kathedralkapitel in Streit. Der Streit wurde 1314 von Bischof John Dalderby entschieden, der festlegte, dass der Dekan nur mit Zustimmung des Kathedralkapitels weitreichende Entscheidungen treffen durfte. Am 11. Juni 1315 wurde Martival zum Bischof der Diözese Salisbury gewählt. Obwohl sein Lehnsherr Thomas of Lancaster, 2. Earl of Lancaster zu dieser Zeit die Regierung leitete, beeinflusste er offenbar nicht die Wahl. Stattdessen wurde Martival offenbar in freier Wahl zum Bischof gewählt, wobei offenbar sein Ruf als Geistlicher und als Universitätslehrer sowie seine Bekanntheit mit dem verstorbenen Bischof Simon Ghent eine Rolle spielten. Am 28. September 1315 wurde er von Erzbischof Reynolds zum Bischof geweiht. Vermutlich am 9. Oktober 1315 wurde er in Salisbury inthronisiert.

## Tätigkeit als Bischof
Um den Konflikt zwischen dem Earl of Lancaster und König Eduard II. zu beenden, wurde im 1318 geschlossenen Vertrag von Leake vereinbart, dass ein Staatsrat den König beraten sollte. Martival war einer der acht Bischöfe, die im Wechsel dem Staatsrat angehören sollten. Bis zu dessen Sturz 1326 sympathisierte er offenbar mit dem König. Im Gegensatz zu anderen Bischöfen wie Adam Orleton oder William Airmyn spielte der gelehrte Martival in der unruhigen Zeit aber keine größere politische Rolle, sondern hielt sich hauptsächlich in seiner Diözese auf. Dabei war er ein pflichtbewusster und erfolgreicher Verwalter. Er weihte neue Pfarrkirchen und Vikare. Er versuchte Papst Johannes XXII. zu überzeugen, nur wenige geistliche Ämter in seiner Diözese direkt zu besetzen. Die Anlage seines Urkundenregisters wurde verbessert, was seine Fähigkeit als Verwalter belegt. Es gilt als eines der am sorgfältigst geführten Register eines mittelalterlichen englischen Bischofs. Die Chorknaben und die Chorleiter erhielten höhere finanzielle Zuwendungen, und 1319 erließ er für die Kathedrale von Salisbury neue Statuten. Er starb im hohen Alter 1330 und wurde in der Kathedrale von Salisbury beigesetzt, wo sein Grab erhalten ist. In seinem Testament stiftete er £ 500 für den Kathedralchor, das Gut von Nosely fiel zurück an seine Familie.